# Manuel C. Barrios
Manuel Camilo Barrios, (Moquegua, 1845-Ciudad de Panamá, julio de 1920) fue un médico y político peruano. Dirigente del Partido Civil, fue senador por Moquegua (1899-1918); Ministro de Fomento y Obras Públicas (1903-1904); y Presidente del Senado (1906-1908 y 1915-1916).

## Biografía
Cursó sus estudios escolares en el Colegio Nacional de La Libertad. En 1866 se trasladó a Lima, donde ingresó a la Facultad de Medicina de la Universidad Mayor de San Marcos. Se graduó de bachiller (1873) y de doctor (1875), y se recibió de médico cirujano. 
Se inició en la docencia como jefe de Clínica Médica (1873). Luego fue catedrático interino de Historia Natural Médica (1876), Química Médica (1877) y Patología General (1879). 
Durante la Guerra del Pacífico se enroló en el servicio de sanidad. Inicialmente atendió a los heridos de la campaña marítima, a bordo del transporte Limeña, anclado en el Callao. Luego sirvió en las ambulancias y en los hospitales de sangre que acogieron a los heridos de la defensa de Lima. 
Realizada la paz con Chile, se contó entre los fundadores de la Academia Libre de Medicina (1885), de cuya junta directiva fue secretario. Por ley del 16 de octubre de 1888, dicha institución se convirtió en la Academia Nacional de Medicina, de la cual Barrios fue secretario (1894-1896) y presidente (1910). 
Retomó también la docencia universitaria, asumiendo en 1884 la cátedra de Medicina Legal y Toxicología. En la apertura del año universitario de 1891 pronunció un elogiado discurso sobre “Relaciones entre la Medicina y la Jurisprudencia”. Llegó a ser secretario (1895-1907) y decano de la Facultad de Medicina (1907-1915). 
Se afilió al Partido Civil y fue elegido senador suplente por Moquegua en 1896. Se incorporó al Senado en 1899, función en la que se mantuvo hasta 1918,
tras sucesivas reelecciones. En 1901 fue elegido Vicepresidente de su cámara. Además, actuó en algunos años también como senador por Piura.
El 8 de septiembre de 1903 juró como Ministro de Estado en el despacho de Fomento, formando parte del gabinete inaugural del gobierno de Manuel Candamo, gabinete memorable, pues lo presidía José Pardo y Barreda (Relaciones Exteriores) y estaba integrado además por Augusto B. Leguía (Hacienda), Francisco José Eguiguren Escudero (Justicia e Instrucción); Juan de Dios de la Quintana (Gobierno); y Pedro E. Muñiz (Guerra y Marina). En el ejercicio de dicha función creó la Dirección de Salubridad Pública. 
El presidente Candamo gobernó apenas ocho meses, pues falleció víctima de una enfermedad, siendo sucedido por el vicepresidente Serapio Calderón. Barrios permaneció en el gabinete hasta el 15 de mayo de 1904, cuando renunció para hacer la campaña electoral a favor de José Pardo, ya que era miembro de la Junta Directiva del Partido Civil.
Bajo el primer gobierno de José Pardo fue elevado a la presidencia del Senado, en dos legislaturas sucesivas (1906 y 1907). En 1915, poco antes del inicio del segundo gobierno de Pardo, fue nuevamente elegido presidente de su cámara.
En 1919, por razones de salud, emprendió un viaje a Europa, pero en plena travesía falleció en Panamá, en julio de 1920. Donó su biblioteca a la Facultad de Medicina de San Marcos.